# ژارکینبایفو (شهرستان ایسیق‌کول)
ژارکینبایفو (به لاتین: Zharkynbayevo) یک منطقهٔ مسکونی در قرقیزستان است که در شهرستان ایسیق‌کول واقع شده‌است. ژارکینبایفو ۱٬۹۴۸ نفر جمعیت دارد و ۱٬۶۴۹ متر بالاتر از سطح دریا واقع شده‌است.